# D'Onta Foreman
D'Onta Foreman (Texas City, Texas, 24 de abril de 1996) es un jugador profesional estadounidense de fútbol americano que se desempeña en la posición de running back en Cleveland Browns, equipo de la National Football League (NFL).

## Carrera
Fue seleccionado en la tercera ronda en la Reunión Anual de Selección de Jugadores de la NFL de 2017. Hizo su debut profesional con el equipo Houston Texans, en el cual jugó dos temporadas (2017-2019), después pasó por varios equipos, Tennessee Titans (2020-2021), Atlanta Falcons (2021-2022), Carolina Panthers (2022-2023), Chicago Bears (2023-2024), y finalmente a Cleveland Browns, donde lleva jugando una temporada.